# Sphaericus franzi
Sphaericus franzi là một loài bọ cánh cứng trong họ Ptinidae. Loài này được Leiler miêu tả khoa học năm 1984.